# Johnny Briceño
John Antonio Briceño, ou Johnny Briceño (Orange Walk, 17 de julho de 1960), é um político e o atual primeiro-ministro de Belize, desde 12 de novembro de 2020. Líder do partido People's United Party (PUP) desde 2016. Foi líder da oposição de 2008 a 2011 e de 2016 a 2020. Entre 1998 e 2007 foi vice primeiro-ministro no governo Said Musa.